# Magnús Stephensen (landshøvding)
 Der er flere personer med dette navn, se Magnus Stephensen.
Magnús Stephensen (18. oktober 1836 på Höfðabrekka i Skaptafells Syssel – 3. april 1917 i Reykjavík) var landshøvding over Island.
Han var søn af sysselmand Magnús Stephensen og Margrét, datter af provst Thórður Brynjólfsson. Han blev student fra Reykjavik Skole 1855 og blev juridisk kandidat 1862. Efter at have tjenestegjort i Justitsministeriet udnævntes han 1870 til assessor i den islandske Landsoverret, var tillige 1883-86 konstitueret amtmand i Syd- og Vestamtet. Kongevalgt Altingsmand havde han været siden 1877 og var fra 1903 folkevalgt medlem (indtil 1908). Han ægtede 1878 Elin, datter af sysselmand Jónas Thorstensen.
1886 udnævntes Stephensen til landshøvding over Island, hvilket han var indtil 1904. Som landets øverste embedsmand viste forretningsdygtighed forenet med kraft og bestemthed. I hans vanskelige stilling som regeringens repræsentant på Altinget gav forfatningssagens vedvarende drøftelse ham et betydeligt arbejde, som blev øget ved den livlige lovgivningsvirksomhed, siden Altinget 1874 erholdt udvidet myndighed. Om litterære interesser vidner 2 af ham i Tímarit (III og V, 1882 og 1884) offentliggjorte afhandlinger: "Lögfræðingatal" og "Um hið nýja tímatal Dr. G. Vigfussonar", hvilken sidste med dygtighed imødegår en revolutionær teori angående sagatidens kronologi.
1877 blev han Ridder af Dannebrog, 1887 Dannebrogsmand, 1891 Kommandør af 2. grad, 1901 af 1. grad og modtog ved sin afgang som landshøvding Storkorset.